# Том Гормен (тенісист)
Том Гормен (англ. Tom Gorman; нар. 19 січня 1946) — колишній американський тенісист.
Найвищу одиночну позицію світового рейтингу — 8 місце досяг 1973 року.
Здобув 7 одиночних та 9 парних титулів.
Найвищим досягненням на турнірах Великого шолома були півфінали в одиночному розряді.
Завершив кар'єру 1981 року.

## Фінали за кар'єру

### Одиночний розряд (7–11)
| Результат | W-L  | Рік  | Турнір                  | Покриття   | Суперник         | Рахунок                 |
| --------- | ---- | ---- | ----------------------- | ---------- | ---------------- | ----------------------- |
| Поразка   | 0–1  | 1968 | Мастерс Цинциннаті, США | Ґрунт      | Вільям Гарріс    | 6–3, 2–6, 2–6           |
| Перемога  | 1–1  | 1971 | Колумбус, США           | Ґрунт      | Джиммі Коннорс   | 6–7, 7–6, 4–6, 7–6, 6–3 |
| Поразка   | 1–2  | 1972 | Сіетл, США              | Інше       | Іліє Настасе     | 4–6, 6–3, 3–6           |
| Поразка   | 1–3  | 1972 | Лондон, Англія          | Килим (i)  | Іліє Настасе     | 4–6, 3–6                |
| Перемога  | 2–3  | 1973 | Vancouver WCT, Канада   | Інше       | Ян Кодеш         | 3–6, 6–2, 7–5           |
| Перемога  | 3–3  | 1973 | Стокгольм, Швеція       | Тверде (i) | Б'єрн Борг       | 6–3, 4–6, 7–6(7–5)      |
| Поразка   | 3–4  | 1974 | Richmond WCT, США       | Килим (i)  | Іліє Настасе     | 2–6, 3–6                |
| Поразка   | 3–5  | 1974 | Miami WCT, США          | Тверде     | Кліфф Дрісдейл   | 4–6, 5–7                |
| Поразка   | 3–6  | 1974 | Роттердам, Нідерланди   | Килим (i)  | Том Оккер        | 6–4, 6–7, 1–6           |
| Поразка   | 3–7  | 1974 | Манчестер               | Трава      | Віджай Амрітрадж | 7–6, 2–6, 4–6           |
| Перемога  | 4–7  | 1975 | Мастерс Цинциннаті, США | Ґрунт      | Шервуд Стюарт    | 7–5, 2–6, 6–4           |
| Перемога  | 5–7  | 1975 | Гонконг                 | Тверде     | Сенді Меєр       | 6–3, 6–1, 6–1           |
| Перемога  | 6–7  | 1976 | Балтимор, США           | Килим (i)  | Іліє Настасе     | 7–5, 6–3                |
| Перемога  | 7–7  | 1976 | Сакраменто, США         | Килим (i)  | Боб Кармайкл     | 6–2, 6–4                |
| Поразка   | 7–8  | 1977 | Гонконг                 | Тверде     | Кен Роузволл     | 3–6, 7–5, 4–6, 4–6      |
| Поразка   | 7–9  | 1978 | Балтимор, США           | Килим (i)  | Кліфф Дрісдейл   | 5–7, 3–6                |
| Поразка   | 7–10 | 1978 | Тайбей, Тайвань         | Килим (i)  | Браян Тічер      | 3–6, 3–6, 3–6           |
| Поразка   | 7–11 | 1979 | Сан-Хосе, Коста-Рика    | Тверде     | Бернард Міттон   | 4–6, 4–6, 3–6           |

### Парний розряд (9–10)
| Результат | W-L  | Рік  | Турнір                                      | Покриття   | Партнер          | Суперники                        | Рахунок             |
| --------- | ---- | ---- | ------------------------------------------- | ---------- | ---------------- | -------------------------------- | ------------------- |
| Поразка   | 0–1  | 1970 | Берклі, США                                 | Тверде     | Рой Барт         | Боб Лутц Стен Сміт               | 2–6, 5–7, 6–4, 2–6  |
| Перемога  | 1–1  | 1971 | Париж, Франція                              | Ґрунт      | Стен Сміт        | П'єрр Бартес Франсуа Жоффре      | 3–6, 7–5, 6–2       |
| Поразка   | 1–2  | 1971 | Відкритий чемпіонат Франції з тенісу, Париж | Ґрунт      | Стен Сміт        | Артур Еш Марті Ріссен            | 6–4, 3–6, 4–6, 9–11 |
| Перемога  | 2–2  | 1971 | Стокгольм, Швеція                           | Тверде (i) | Стен Сміт        | Артур Еш Боб Луц                 | 6–3, 6–4            |
| Перемога  | 3–2  | 1973 | Copenhagen WCT, Данія                       | Килим (i)  | Ерік ван Діллен  | Марк Кокс Грем Стілвел           | 6–4, 6–4            |
| Поразка   | 3–3  | 1973 | Vancouver WCT, Канада                       | Інше       | Ерік ван Діллен  | П'єрр Бартес Роджер Тейлор       | 7–5, 3–6, 6–7       |
| Поразка   | 3–4  | 1973 | Charlotte WCT, США                          | Ґрунт      | Ерік ван Діллен  | Том Оккер Марті Ріссен           | 6–7, 6–3, 3–6       |
| Перемога  | 4–4  | 1973 | Nottingham Open, Англія                     | Трава      | Ерік ван Діллен  | Боб Кармайкл Фрю Макміллан       | 6–4, 6–1            |
| Поразка   | 4–5  | 1973 | Саут-Орандж, США                            | Тверде     | Панчо Гонсалес   | Джиммі Коннорс Іліє Настасе      | 7–6, 3–6, 2–6       |
| Перемога  | 5–5  | 1973 | Сіетл, США                                  | Інше       | Том Оккер        | Боб Кармайкл Фрю Макміллан       | 2–6, 6–4, 7–6       |
| Перемога  | 6–5  | 1973 | Осака, Японія                               | Тверде     | Джефф Боров'як   | Камівадзумі Дзюн Кен Роузволл    | 6–4, 7–6            |
| Перемога  | 7–5  | 1974 | Чикаго, США                                 | Килим (i)  | Марті Ріссен     | Браян Готтфрід Рауль Рамірес     | 4–6, 6–3, 7–5       |
| Перемога  | 8–5  | 1974 | Washington Open, США                        | Ґрунт      | Марті Ріссен     | Патрісіо Корнехо Хайме Фійоль    | 7–5, 6–1            |
| Поразка   | 8–6  | 1974 | Колумбус, США                               | Тверде     | Боб Луц          | Ананд Амрітрадж Віджай Амрітрадж | DEF                 |
| Поразка   | 8–7  | 1976 | Індіанаполіс, США                           | Килим (i)  | Вітас Ґерулайтіс | Боб Луц Стен Сміт                | 2–6, 4–6            |
| Перемога  | 9–7  | 1976 | Сакраменто, США                             | Килим (i)  | Шервуд Стюарт    | Майк Кейгілл Джон Вітлінгер      | 3–6, 6–4, 6–4       |
| Поразка   | 9–8  | 1977 | Сан-Хосе, США                               | Тверде     | Джефф Мастерз    | Боб Г'юїтт Фрю Макміллан         | 2–6, 3–6            |
| Поразка   | 9–9  | 1977 | Тайбей, Тайвань                             | Тверде     | Стів Дочерті     | Пет Дюпре Кріс Ділейні           | 6–7, 6–7            |
| Поразка   | 9–10 | 1978 | Токіо Indoor, Японія                        | Килим (i)  | Пет Дюпре        | Росс Кейс Джефф Мастерз          | 3–6, 4–6            |